# Göteborgs arbetares folkhögskola
Göteborgs arbetares folkhögskola (GAF) är en facklig-politisk ledarskapsutbildning knuten till den socialdemokratiska arbetarrörelsen och fackföreningsrörelsen i Göteborg, som utbildar förtroendevalda i GAfs medlemsorganisationer. Verksamheten genomförs i samarbete med Västra Sveriges arbetares folkhögskola (VSAF) och är förlagd till Arbetarrörelsens folkhögskola i Göteborgs (AFIGs) lokaler på Järntorget i Göteborg.
Utbildningen startade 1919 som "aftonskola"  på Viskadalens folkhögskola och har bedrivits sedan dess. Initiativet togs av det lokala bildningsutskottet i Göteborg, som senare utvecklades till att bli ABF Göteborg. Den 8 december 1919 fastställdes skolans första kursplan, med Ernst Wigforss som sakkunnig.